# U-16 (1936)
U-16 — малая подводная лодка типа IIB, времён Второй мировой войны. Заказ на постройку был отдан 2 февраля 1935 года. Лодка была заложена на верфи судостроительной компании Deutsche Werke, Киль 5 августа 1935 года под заводским номером 251. Спущена на воду 28 апреля 1936 года. 16 мая 1936 года принята на вооружение и, под командованием капитан-лейтенанта Гейнца Бедуна вошла в состав 3-й флотилии.

## История службы
Совершила 3 боевых похода, потопила 1 судно (3 378 брт) и 1 вспомогательное военное судно (57 брт). Потоплена 25 октября 1939 года при прохождении Па-де-Кале со всеми 28 членами экипажа.

### Первый поход
25 августа 1939 года U-16 вышла из Вильгельмсхафена в свой первый боевой поход для наблюдения за морскими перевозками в Северном море.
29 августа лодка была отозвана для подготовки к постановке мин, и вернулась в Вильгельмсхафен 31 августа.
2 сентября вновь вышла в море и 5 сентября с 15:40 до 15:58 поставила 9 мин TMB в квадрате AN 5499 (в устье реки Тис).
8 сентября U-16 благополучно пришла в Киль..

### Второй поход
13 сентября U-16 вышла из Киля в Северное море, для контроля нейтральных грузоперевозок и эскорта немецких грузовых судов вдоль побережья Норвегии между Скуденес и Эйгероя. За весь поход лодка остановила и досмотрела 14 судов, потопив одно из них по причине перевозки контрабанды.
28 сентября в 0:30 на расстоянии 45 миль (72 км) к северо-востоку от Ставангер U-16 остановила для досмотра нейтральное грузовое судно Nyland. Капитан судна заявил, что бумаги выпали за борт и поэтому отсутствуют. В 4:30, после тщательного осмотра, абордажная команда обнаружила телеграмму, приказывающую судну следовать не в Антверпен, а в Рамсгит. В 7:20 абордажная команда вернулась на лодку, а команде шведского судна было приказано покинуть корабль на шлюпках. Прежде чем потопить судно торпедой в 8:25, капитану было разрешено взять припасы. Команда была позднее поднята на борт норвежского минного заградителя KNM Olav Tryggvason.
1 октября U-boat обнаружила субмарину противника, однако ни одна сторона не атаковала.
5 октября U-16 вернулась в Киль..

### Третий поход и судьба
18 октября 1939 года U-16 вышла из Киля в третий и последний боевой поход, имея задачей постановку мин возле Дувра.
23 октября лодка подошла к своей вторичной цели — Фолкстону и установила 9 мин TMB в квадрате AN 7988.
25 октября 1939 года при прохождении Па-де-Кале была атакована английскими кораблями HMS Puffin (L52) и HMS Cayton Wyke. Пытаясь уйти от глубинных бомб с обоих кораблей, U-16 обогнула мели Гудуин и вошла в зону, пользующуюся дурной славой у обеих сторон. Подорвалась на мине, минное поле было выставлено минными заградителями «Эдвенчер», «Шеппертон» и «Хэмптон». Погибла со всеми 28 членами экипажа, а остальным ПЛ было приказано возвращаться значительно более длинным маршрутом через Западные подходы и северную Атлантику..
Хотя сама субмарина и лежала на дне уже почти месяц, её счет не был закрыт. 21 ноября 1939 года, на этом минном поле подорвался французский траулер Ste. Claire, затонув на расстоянии 10 миль (16 км) к юго-востоку от Фолкстона. Бывший хозяин М. Паннекин (англ. M. Pannequin) находился на борту и погиб вместе с судном.

## Командиры
- 16 мая 1936 года — 29 сентября 1937 года — капитан-лейтенант Гейнц Бедун (нем. Kapitänleutnant Heinz Beduhn)
- 30 сентября 1937 года — 11 октября 1939 года — капитан-лейтенант Ханнес Вайнгертнер (нем. Kapitänleutnant Hannes Weingärtner)
- 8 октября 1937 года — 17 октября 1939 года — обер-лейтенант цур зее (с 1 июня 1939 года капитан-лейтенант) Удо Беренс (нем. Oberleutnant zur See Udo Behrens)
- 12 октября 1937 года — 25 октября 1939 года — капитан-лейтенант Хорст Веллнер (нем. Kapitänleutnant Horst Wellner)

## Флотилии
- 16 мая 1936 года — 1 августа 1939 года — 3-я флотилия (боевая служба)
- 1 сентября 1939 года — 25 октября 1939 года — 3-я флотилия (боевая служба)

## Потопленные суда
| Название    | Тип            | Принадлежность | Дата                  | Тоннаж (брт) | Груз          | Судьба          | Место        |
| ----------- | -------------- | -------------- | --------------------- | ------------ | ------------- | --------------- | ------------ |
| Nyland      | грузовое судно | Швеция         | 28 сентября 1939 года | 3 378        | железная руда | потоплен        | Grid AN 3128 |
| Ste. Claire | траулер        | Франция        | 21 ноября 1939 года   | 57           | -             | потоплен (мина) | Grid AN 7988 |